# Ensemble für frühe Musik Augsburg
L’Ensemble für frühe Musik Augsburg est un ensemble de musique ancienne allemand fondé en 1977 et spécialisé dans la musique médiévale,. L'ensemble est considéré comme « réputé » en Allemagne.

## Histoire
Les membres fondateurs sont Hans Ganser (voix, flûte à bec, percussion), Rainer Herpichböhm (voix, luth, harpe médiévale), Heinz Schwamm (voix, fiddle, bombarde). En 1981, ils s'adjoignent la flûtiste, joueuse de chalemie et chanteuse, Sabine Lutzenberger,,. Hans Ganser est également musicologue. Par exemple, Ganser est le premier avec Hans-Dieter Munck, à adapter le texte des chansons de Oswald von Wolkenstein sur des mélodies de Binchois,. Ganser et Herpichböhm sont les éditeurs d'une publication des chansons de Wolkenstein (1978). Le travail musicologique de l'ensemble a souvent constitué un cadre pour les recherches sur la pratique d'exécution dans la musique médiévale et la musique monastique.

## Discographie
L'ensemble est uniquement associé depuis ses débuts avec le label Christophorus Records :
- Trobadors, Trouvères, Minnesänger - Chants et danses du Moyen Âge (1984, CHR 74519) (Fiche sur medieval.org) (OCLC 872154602)
- Et in terra pax - La musique sacrée du Moyen Âge (août 1985, CHR 77139) (Fiche sur medieval.org) (OCLC 30910197)
- Camino de Santiago - Musique du moyen âge sur le chemin de Saint-Jacques. Wer daz elend bauen will et autres œuvres (1986, CHR 74530)[11](Fiche sur medieval.org) (OCLC 747526675)
- Oswald von Wolkenstein, Sélection de 24 chansons (décembre 1987, CHR 74540)[12] (Fiche sur medieval.org) (OCLC 22141213)
- Schlager um 1500 - Intrada Melchior Franck et autres pièces. (1989, CHR 74572 / rééd. Renaissance Pop Songs, Christophorus "Entrée" CHE 0310-2) (Fiche sur medieval.org) (OCLC 874770404)
- Neidhart von Reuental - 14 mélodies (juillet 1990, CHR 77108 / CHR 77327)[13] (Fiche sur medieval.org) (OCLC 872335037 et 27858934)
- Amours et Désirs - Chansons de Trouvères (décembre 1991, CHR 77117)[14](Fiche sur medieval.org) (OCLC 29835929)
- Hildegard von Bingen und ihre Zeit - and her time (1990, CHR 74584)(Fiche sur medieval.org) (OCLC 22747989)
- Planctus Mariæ - Late medieval music for Holy Week (janvier 1994, CHR 77147)[15] (Fiche sur medieval.org) (OCLC 34440108)
- Moine de Salzbourg - chansons profanes (février 1995, CHR 77176) (Fiche sur medieval.org) (OCLC 34364889)
- Le manuscrit perdu de Strasbourg - Tuba gallicalis ; musiques du Moyen Âge rhénan (octobre 1996, Solstice	SOCD 146) (Fiche sur medieval.org) (OCLC 605121980)
- Hildegard von Bingen - Escaliers célestes (janvier 1997, CHR 77205) (Fiche sur medieval.org) (OCLC 39050398)
- Mysterium Mariæ - chansons mariales de la fin du Moyen Âge (février 1996, CHR 77188) (Fiche sur medieval.org) (OCLC 40571650)
- Melancolia - Chansons d'amour allemandes du Moyen Âge finissant (1999, CHR 77225) (Fiche sur medieval.org) (OCLC 49675471)
- Minnesang, L'Apogée (2001, CHR 77242) (Fiche sur medieval.org) (OCLC 49965231)
- Auf Jakobs Wegen - Ad te levavi et autres œuvres (avril 2003, CHR 77264) (Fiche sur medieval.org) (OCLC 811454305)
- Minnesang II, L'époque tardive (2004, CHR 77271) (Fiche sur medieval.org) (OCLC 742835784)
- Weihnachten im Mittelalter - Christmas in the Middle Ages (2004, CHR 77271 / Christophorus "Entrée" CHE 01162) (Fiche sur medieval.org)

Compilations :
- The Ancient miracles - songs and instrumental music of the Middle Ages (1984–1995, CHR 77178)[16] (Fiche sur medieval.org) (OCLC 37578381)
- Zeit der Dämmerung - The Dawn of the Middle Ages (CD-Catalogue CHR 77003) (Fiche sur medieval.org)